# Becilla de Valderaduey
Becilla de Valderaduey – gmina w Hiszpanii, w prowincji Valladolid, w Kastylii i León, o powierzchni 38,23 km². W 2011 roku gmina liczyła 304 mieszkańców.